# TakoyakiKZY
TakoyakiKZY（タコヤキカズヤ、1996年11月27日 - ）は、日本のVOCALOIDクリエイター（ボカロP）、作詞家、作曲家、編曲家である。
自身による歌唱、イラストやアニメーション、MV制作等も行っているマルチクリエイターである。

## 概要
2021年6月8日に「Allium」を発表しボカロPとしての活動を開始。4作目「ユウレイター」で自身で制作したアニメーションを初めて使用したMVを公開。ニコニコ動画内ランキングで初のデイリー1位を獲得など徐々に知名度を上げる。そして2023年発表「赤眼が通る」はThe VOCALOID Collection-2023 Spring-ルーキーにて投稿曲数約3,700曲中11位を獲得。
その後、2023年には39Culture2023テーマソングの編曲やホロライブ所属Vtuberの常闇トワへの楽曲提供を行うなど精力的に活動を行っている。常闇トワへの提供曲「Antares」はYoutubeにて100万再生を突破している。
同年11月開催「無色透名祭Ⅱ」では「シティポップファンクラブ」「国士無双十三面待ちガール」の2曲で参加しており匿名での楽曲投稿イベントという性質である中で2曲ともBillboard JAPAN「ニコニコ VOCALOID SONGS TOP20」週間チャートにランクイン。イベント参加者の中で2曲共にランクインは唯一である。
同月投稿の「十六歳の心臓」は第19回プロセカNEXTの採用曲となり音楽リズムゲーム「プロジェクトセカイ カラフルステージ！ feat. 初音ミク」に追加されている。また2024年春公開映画「HEROINES」に主題歌「一閃」を作編曲作詞で提供するなど活動は多岐に渡っている。
薬剤師としても活動している。